# 調御地経
『調御地経』（ちょうごじきょう、巴: Dantabhūmi-sutta, ダンタブーミ・スッタ）とは、パーリ仏典経蔵中部に収録されている第125経。
類似の伝統漢訳経典としては、『中阿含経』（大正蔵26）の第198経「調御地経」がある。
釈迦が、沙弥アチラヴァタに、仏道を修行者を飼い慣らす（調御）する段階に喩えて説いていく。

## 構成

### 登場人物
- 釈迦
- アチラヴァタ --- 沙弥

### 場面設定
ある時、釈迦は、ラージャガハ（王舎城）のカランダカニヴァーパ（竹林精舎）に滞在していた。
そこに沙弥アチラヴァタが訪れ、ジャヤセーナ王子に離欲・正念を説いたが理解されなかったことを告げる。釈迦は欲に溺れる者が欲を越えられないのは当然だとして、動物を調教（調御）するがごとく、修行者を涅槃へと至らしめる段階として、戒律、六処保護、五蓋除去、四念処、四禅、三明などについて説いていく。
沙弥アチラヴァタは、歓喜する。

## 日本語訳
- 『南伝大蔵経・経蔵・中部経典4』（第11巻下） 大蔵出版
- 『パーリ仏典 中部（マッジマニカーヤ）後分五十経篇I』 片山一良訳 大蔵出版
- 『原始仏典 中部経典4』（第7巻） 中村元監修 春秋社